# 金澤21世紀美術館
金澤21世紀美術館（日语：／ Kanazawa 21 Seiki Bijutsukan），是一家位於日本石川縣金澤市市中心的現代美術館，简称“21美”，開館於2004年10月9日，建築師為SANAA事務所，主要的設計概念來自事務所中的女性建築師妹島和世。此美術館竣工前一個月，獲得威尼斯建築雙年展的金獅獎，在其建築設計上，備受世人注目。

## 美術館設計理念
有別於一般的美術館分棟或是分層展覽的概念，金澤21世紀美術館以兩大主軸為主要設計方向。
一是美術館內的空間必須要有依展覽而變化的彈性，且要是一個綜合空間，彼此之間要有強烈的關聯性。二是美術館注重「人與環境」的價值，不論是訪客，學者，美術館館員，其活動範圍（包括館外空間）都必須被詳細考量。因此建築師最後提出的是一個海島型的概念，也就是利用圓型將不同的展區集中在內部，而且最外圍並非實牆，而是透明的玻璃落地窗，讓此美術館猶如透明飄浮的大扁圓島一般，從外面環境也能對美術館內部的活動一目了然。
此外，金澤21世紀美術館，將20世紀的3M主張（也就是人類至上、金錢至上與唯物主義；Man、Money、Materialism）轉化成21世紀的3C主張（也就是知覺、團體智慧與共存；Consciousness、Collective Intelligence、Co-existence）這3C也就是此美術館的成立宗旨和展覽方向。基於這樣的理念，此美術館是免費入場的。在開館一年後，入場人次就超過了100萬人，不少金澤市民還選擇美術館外公園舉辦婚禮。

## 建築特色

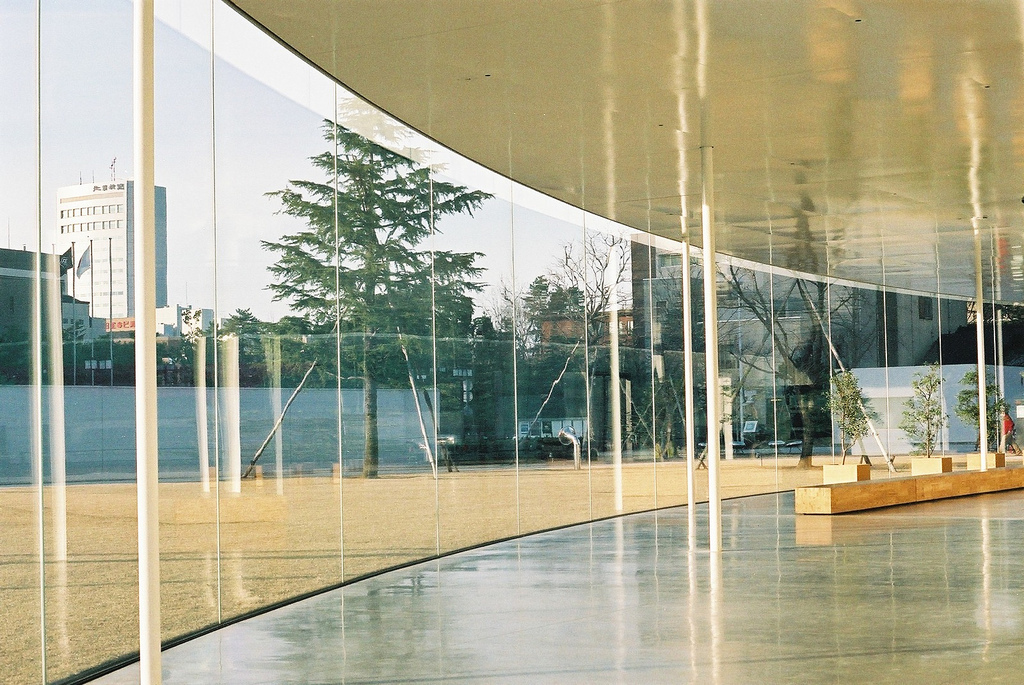
美術館內部

金澤21世紀美術館的建築特色相當明顯而罕見，就是呈現正圓形的平面配置圖（少有美術館做此平面配置，就算紐約所羅門·古根漢美術館也不是完全的正圓形），在美術館的館方標誌上，也能看到這個平面圖。這個正圓形的基地面積直徑有112.5公尺，沒有前方和後方的差別。也沒有主要入口的設計，這是建築師希望大家能從多方面來看美術館，而特別規劃的。
美術館不高，有地下一層和地上兩層，在圓形基地的空間中，除了展區之外，還有圖書館、教室和兒童空間。特別的是展區並沒有集中在中心或外部，而是錯落的分散在基地裡，並有上下的差別。高處的展室能有玻璃天窗的自然採光，低處的展室則有外圍玻璃牆的採光，白天時，整個博物館的日照都非常平均。
金澤21世紀美術館一共有6間收藏品室，高度從4米到11.9米都有，全部面積為763平方公尺。特別展覽室則有8間，高度不等，從3米到11.9米，高一點的展室有玻璃天窗的照明，這八間特別展覽室面積共有1293平方公尺。但是此美術館另依金澤市政府的需求，規劃了面積相當大，達1458平方公尺的市民畫廊，位於美術館地下一樓，定期展出金澤市民的繪畫、書法、攝影等相關藝術作品。
除了美術館館體本身，在旁還有藝術家的24小時隔音工作室以及市民公園可展出一些公共藝術作品。

## 收藏作品
美術館中有幾個值得一提的展室與作品。其中最引人注目的是藝術家林德羅·厄利什的作品《泳池》（The Swimming Pool），其利用美術館的天窗加上一層水，並加上假的泳池扶手，從上看恍若真的游泳池，但遊客亦能在底下的展室走動，上下觀看，造成了特殊的趣味和效果。另外一個展室則是知名藝術家詹姆斯·特瑞爾的《藍行星天空》（Blue Planet Sky），例用特殊的照明將天花板的顏色打成一片淺藍，造成空間感的錯視。
與觀者互動的還有曾根裕（Yutaka Sone）的作品《溜滑梯》（Amusement Romana），觀者只要套上特殊的布袋，就可在此大型作品滑動。

## 相關網站
- 美術館網址 （页面存档备份，存于）（日語）（英文）
- pingmag雜誌上的詳細介紹
- forgemind.com上的相片 （页面存档备份，存于）
- 0lll.com上的相片
- archrecord上的介紹 （页面存档备份，存于）